# Capodimonte (Lazio)
Capodimonte je obec v provincii Viterbo v regionu Lazio v Itálii. 
Rozkládá se nad Bolsenským jezerem pod vrchem Monte Bisenzio, k obci patří ostrov Isola Bisentina. 
K 31. srpnu 2022 zde žilo 1 677 stálých obyvatel. Další skupinu obyvatel tvoří v sezóně od jara do podzimu turisté.

## Administrativní dělení
Obec tvoří pět místních částí. Jsou to Marta, Valentano, Gradoli, Latera, Piansano a Tuscania.

## Historie
Capodimonte bylo založeno v době bronzové a osídleno Etrusky. V roce 2011 bylo na pobřeží jezera mezi Capodimonte a Pajetem nalezeno kolem čtyřiceti archeologických nálezů, keramiky a zvířecích kostí z doby bronzové. Centrem osídlení bylo Bisenzio, které stojí na stejnojmenném ostrohu s výhledem na jezero, několik kilometrů severně od Capodimonte, bylo tehdy významným etruským a římským centrem, jak dokazují tyto a další archeologické nálezy, většinou uložené v Národním muzeu Villa Giulia v Římě. Bisenzio se pak stalo římským městem s latinským názvem  Visentum. Bylo také prvním sídlem biskupství, jež zničili Langobardi v 7. století. Část přeživších obyvatel z měst Bisenzio a Cornassa pak našla útočiště na chráněném výběžku Capodimonte a položila základy současné obce. První písemná zpráva pochází z roku 1102 a nazývá ji Capo di Monte, 
Město bylo dlouho závislé na hrabatech z Bisenzia, následně přešlo pod správu Orvieta a v roce 1385 je získala rodina Farnese. Dala postavit pevnost, která je dosud dominantou obce. V roce 1649, kdy padlo vévodství Castro, vstoupilo také Capodimonte do svazku papežských států. V roce 1807 papež Pius VII. schválil definitivní připojení hradu Bisenzio a ostrova Bisentina ke Capodimonte.
V roce 1870 vstoupilo městečko do Italského království. 
Obec se nazývá městem z historického hlediska, protože měla od středověkua městská privilegia. Počet obyvatel dosáhl vrcholu po druhé světové válce, v roce 1951, kdy zde bylo evidováno 2 129 obyvatel.

## Památky a turistické cíle
- Rocca Farnese di Capodimonte - hrad rodiny Farnese
- Farní kostel Nanebevzetí Panny Marie (Chiesa di Santa Maria Assunta in Cielo) na náměstí piazza della Rocca
- Kostel sv. Karla Boromejského (Chiesa di San Carlo)
- Kostel sv. Rocha (Chiesa di San Rocco)
- Hřbitovní kostel Panny Marie (Chiesa della Madonna del Soccorso)
- Kostel sv. Jakuba a Kryštofa na ostrově Bisentina (Chiesa dei Santi Giacomo e Cristoforo, Isola Bisentina)
- Kostel sv. Agapita na vrchu Monte Bisenzio (Chiesa di Sant'Agapito)

## Slavnosti
- Slavnost patronů města svatého Rocha a svatého Šebestiána
- Slavnost Božího Těla s procesím
- Folklórní slavnosti

## Galerie

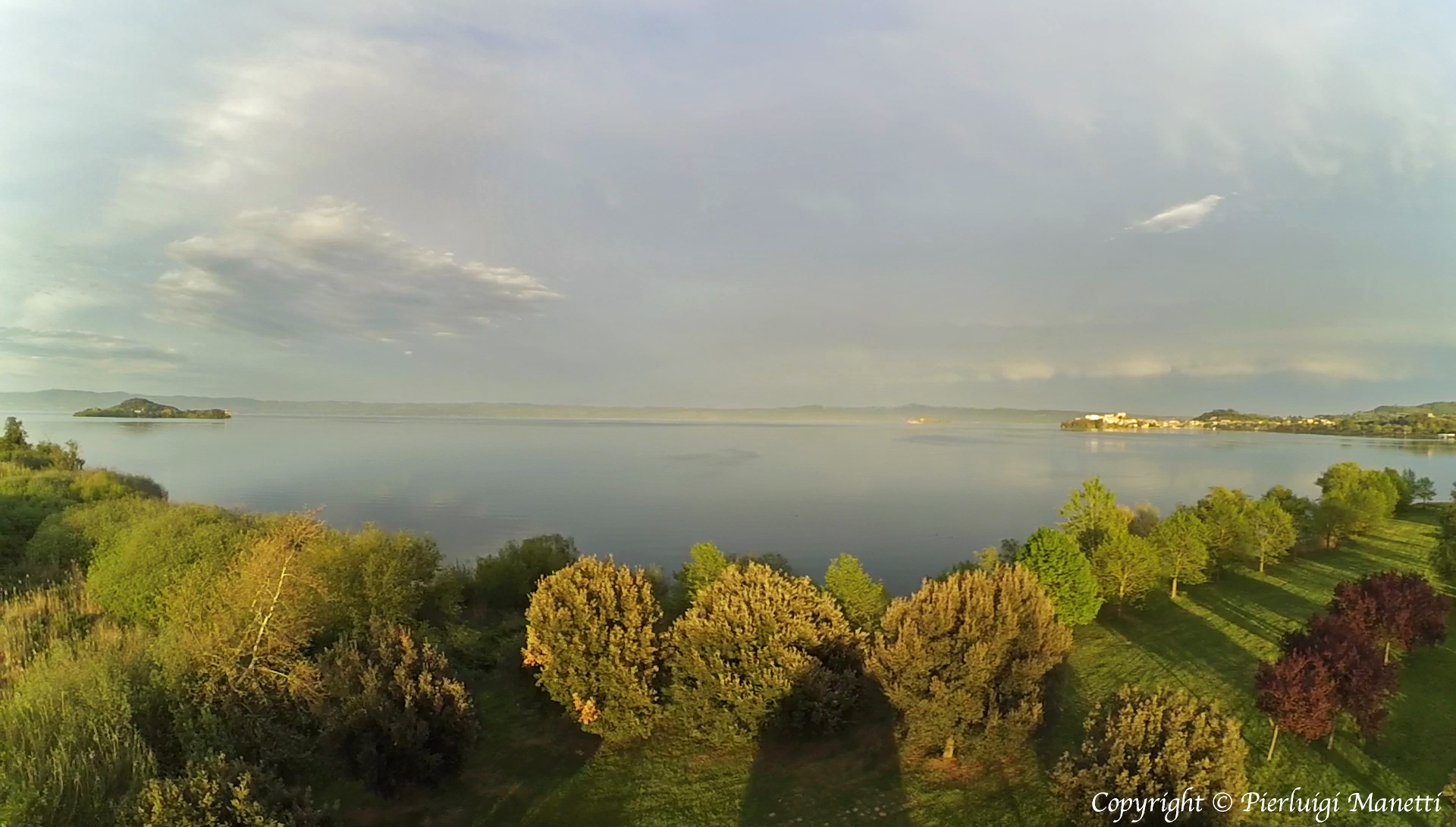
Bolsenské jezero: vlevo ostrov Bisentina, vpravo obec
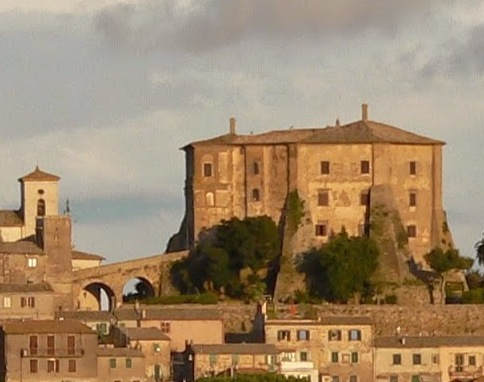
Hrad Rocca Farnese
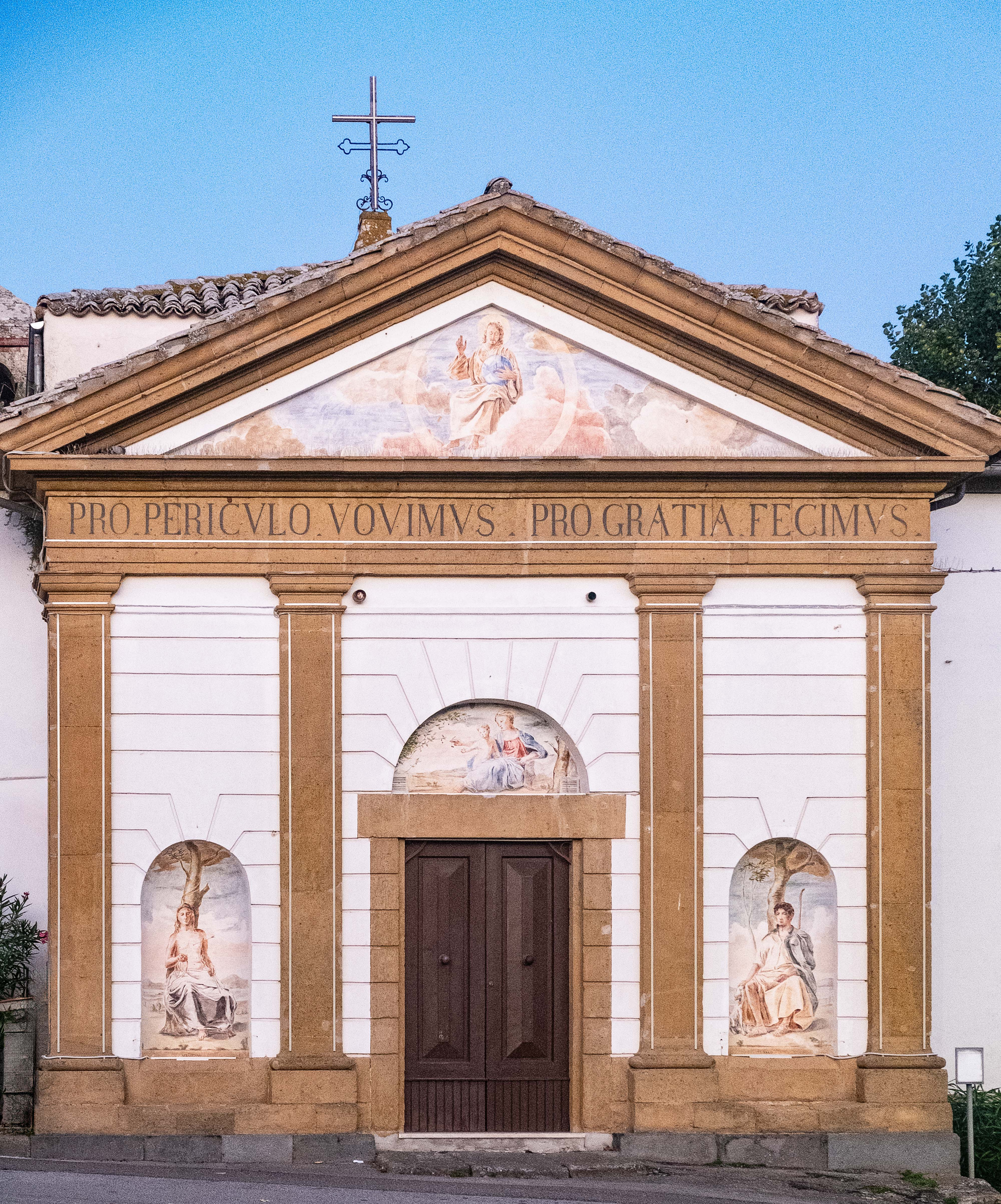
Kostel sv.Rocha
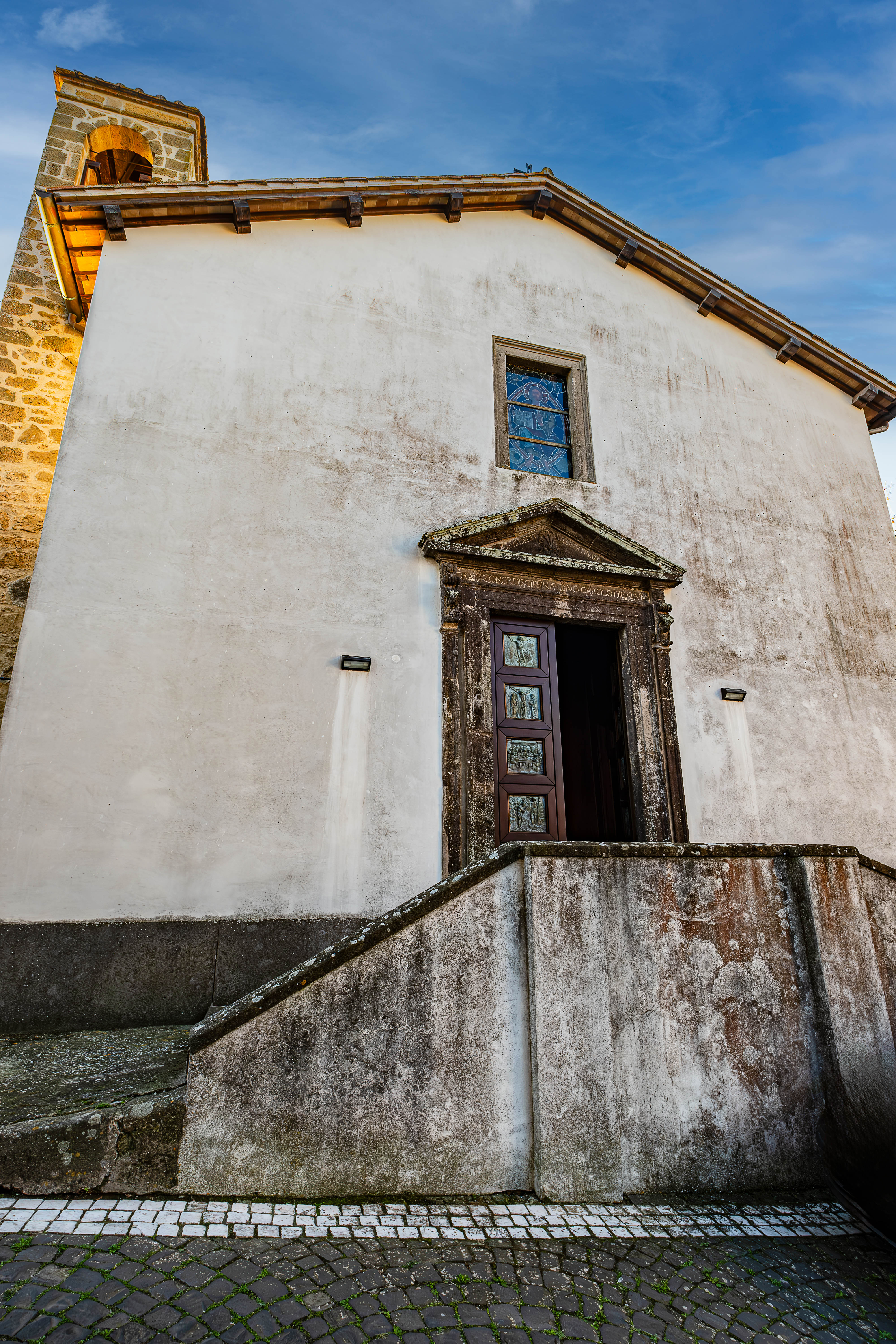
Kostel sv. Karla Boromejského
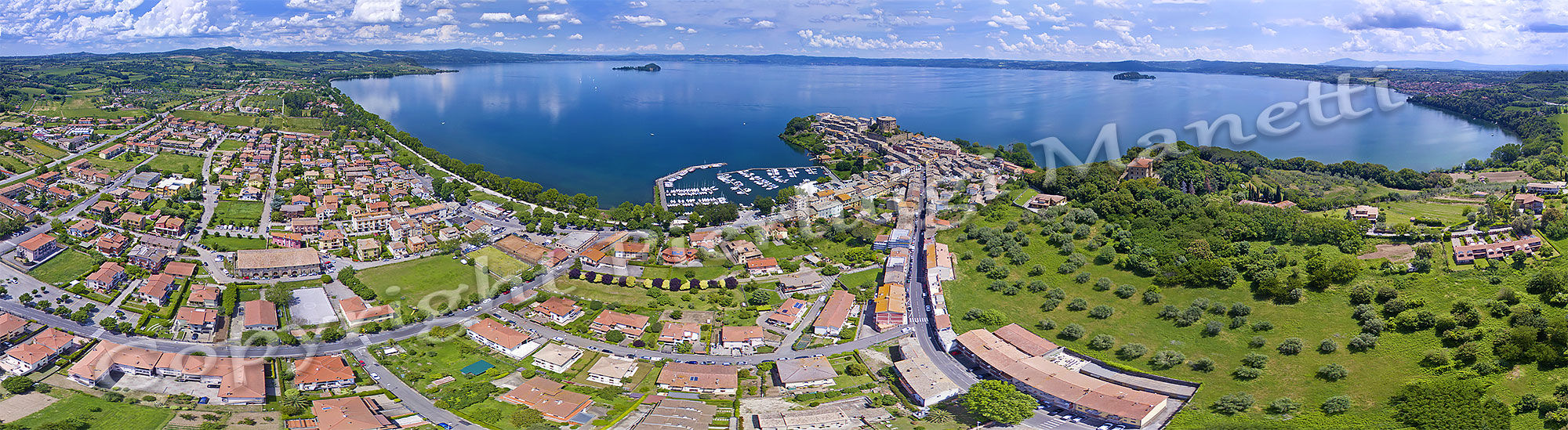
Obec pohledem z dronu